# Zombiebank
Als Zombiebank werden im Bankwesen und in der Wirtschaft Banken genannt, die ein hohes Insolvenzrisiko aufweisen, weil ihnen Überschuldung oder Zahlungsunfähigkeit drohen.

## Allgemeines
Die Zombiebank ist zugleich eine Zombiefirma. Dieser polemische Begriff „Zombie“ gelangte von dem Wort nzùmbe aus der in Nord-Angola beheimateten Bantusprache Kimbundu ins Englische. Er bezeichnete dort ursprünglich einen Totengeist, eine Bedeutung, die das im Kreolischen gebräuchliche Wort zonbi (gesprochen zombi) in Haiti noch besitzt.
Der Begriff wurde 1987 mit der in den USA seit 1986 um sich greifenden Savings-and-Loan-Krise der amerikanischen Sparkassen (englisch savings and loan associations), deren Vermögen (Aktivgeschäft) unter die Schulden (Passivgeschäft) sank, als „Zombiebank“ übernommen. Edward J. Kane, damals Professor für Banking und Geldpolitik an der Ohio State University, wies auf die Gefahren hin, die entstehen, wenn eigentlich insolvente Banken und Versicherungsunternehmen weiter am Finanzmarkt zugelassen bleiben.
Die US-Bankenaufsicht United States Securities and Exchange Commission schützte sie und missachtete deren Verluste. Sie wurden durch Kredite der Kreditversicherung U. S. Federal Savings and Loan Insurance Corporation (FSLIC) am Leben gehalten.
Im Zuge der Finanzkrise ab 2007 kam der Begriff Zombiebank auch im deutschen Sprachraum auf.

## Begriffsverwendung
1993 warnte Kane vor der anstehenden japanischen Bankenkrise. Auch in seinen Arbeiten zur Peso-Krise von 1994 und der Asienkrise 1997 und 1998 verwendete der nun am Boston College wirkende Professor den Begriff.
Der Harvard-Professor Niall Ferguson benutzte den Begriff beim Weltwirtschaftsforum in Davos 2009 und meinte, dass es im Prinzip schon längst solche Institute gebe, man sei allerdings „zu höflich“, das auch zu sagen.

## Geschäftsmodell
Zombiebanken werden durch die Bankenaufsicht besonders überwacht, werden durch Zentralbankgeld oder staatliches Bail-out gestützt, somit künstlich aufrechterhalten und können deshalb weiter Bankgeschäfte betreiben. Sie halten häufig eine große Zahl notleidender Kredite und/oder machen Spekulationsverluste aus risikoreichem Eigenhandel. Um einen Bank Run zu vermeiden, betreiben sie aggressive Bilanzpolitik oder Bilanzfälschung. Ein Bank Run würde zur Überschuldung und gleichzeitig Zahlungsunfähigkeit führen.

## Wirtschaftliche Aspekte
Eine Zombiebank ist ein Finanzinstitut, das durch Kreditausfall oder Spekulationsverluste eigentlich bereits einen deutlichen negativen Substanzwert hat, aber in seiner Bilanz immer noch einen positiven Buchwert aufweist, da faule Kredite und Forderungen noch immer als werthaltige Aktiva, die eigentlich bereits hätten abgeschrieben werden müssen, ausgewiesen werden. Das Management einer Zombiebank versucht stattdessen, diese Abschreibungen hinauszuzögern und bestehende Probleme zu verschweigen, da es sonst sofort zu einem Bank Run kommen würde. In diesem Fall wäre die Bank nicht nur überschuldet, sondern auch illiquide – also zahlungsunfähig. Das Management hofft in dieser Phase typischerweise auf einen rettenden Investor oder staatliche Unterstützung, kann sich dabei strafrechtlich allerdings bereits des/der fahrlässigen oder betrügerischen Bankrotts/Krida bzw. der Insolvenzverschleppung schuldig machen.
Zombiebanken stellen für Anleger ein hohes Finanzrisiko dar, Geldanlagen bei Zombiebanken gehören in die schlechteste Anlageklasse bzw. Risikoklasse. Für Anleger sind sie dadurch erkennbar, dass sie Habenzinsen anbieten, die deutlich über dem allgemeinen Zinsniveau liegen. Bonitätsmäßig einwandfreie Kreditnehmer können an überdurchschnittlich hohen Kreditzinsen erkennen, dass ihr Kreditgeber eine Zombiebank sein kann.
Zombiebanken gehören im Regelfall nicht zu den systemrelevanten Banken, weil diese einer besonderen Bankenaufsicht unterliegen, die bei zunehmenden Insolvenzrisiko Sonderprüfungen veranlassen. Handelt es sich ausnahmsweise um eine systemrelevante Bank, besteht für diese der Anreiz des Moral Hazard, wenn davon ausgegangen wird, dass ein Bail-out stattfinden wird.

## Abgrenzung
Die Zombie-Bank ist nicht zu verwechseln mit der Bad Bank, die vom Staat oder von Bankenverbänden mit dem Ziel gegründet wird, faule Kredite und Forderungen von in Schwierigkeiten geratenen Banken zu übernehmen. Der Betriebszweck der Bad Bank ist ausschließlich darauf ausgelegt, dass die Kredite und Forderungen keinen oder nur noch einen sehr geringen Wert haben. Da sie keine Neugeschäfte betreiben dürfen, sind sie für Anleger nicht zugänglich.